# Calamba, Misamis Occidental

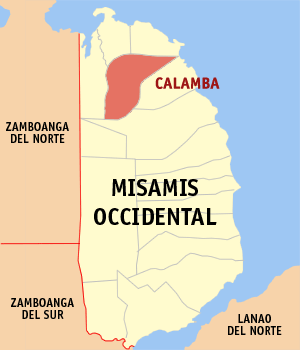
Bản đồ Misamis Occidental với vị trí của Calamba

Calamba là một đô thị hạng 3 ở tỉnh Misamis Occidental, Philippines. Theo điều tra dân số năm 2000 của Philipin, đô thị này có dân số 17.594 người trong 3.665 hộ.

## Các đơn vị hành chính
Calamba được chia ra 19 barangay.
| - Bonifacio - Bunawan - Calaran - Dapacan Alto - Dapacan Bajo - Langub - Libertad - Magcamiguing - Mamalad - Mauswagon | - Northern Poblacion - Salvador - San Isidro - Siloy - Singalat - Solinog - Southwestern Poblacion - Sulipat - Don Bernardo Neri Pob |

bato